# Helsinki Challenger 1985
L'Helsinki Challenger 1985 è stato un torneo di tennis facente parte della categoria ATP Challenger Series nell'ambito dell'ATP Challenger Series 1985. Il torneo si è giocato a Helsinki in Finlandia dall'11 al 17 novembre 1985 su campi in cemento indoor.

## Vincitori

### Singolare
Andrej Česnokov ha battuto in finale  Eric Jelen con il punteggio di 4–6, 6–0, 6–3

### Doppio
Ronnie Båthman /  Stefan Eriksson hanno battuto in finale  Morten Christensen /  Patrik Kühnen con il punteggio di 6–4, 3–6, 6–4